# リアルタイム日記
リアルタイム日記（リアルタイムにっき）あるいはリアルタイムブログとは、ケータイのメールを使って自分の気持ちや現在の状況を即時に書き込める、携帯電話向け簡易的ホームページ・ブログサービスの総称。「リアル（りある）」「リアタイ（りあたい）」「モブログ」（モバイル+ブログ）と俗称される。投稿にタイトルが無いところが特徴。専用サービスの場合と、「ホームページサービス」の一機能として提供されている場合とがある。中高生に人気があり、それ以上の年代のネットユーザーにはなじみが薄い。

## 主なサービス

### 現行
- 『Alfoo』[5]（個人サイト[6]→アイラボ[7]→グランプラン[8]） - 2014年9月有料化[9][10]。

### 過去
- 『@peps!』の「リアルタイム」[5]（ピーネスト） - 2007年12月6日サービス開始[11]、2024年5月31日@peps!全体がサービス終了[12]。
- 『iHot!』の「日記」→『Chip!!ブログ』[5][13]（ピーネスト） - iHot!の日記サービスは2006年7月にサービスを開始し[14]、Chip!!ブログは2007年2月にそのリニューアル版として登場した[15][14]。Chip!!ブログは@peps!よりも「リアル」に特化したものとなっていった[16]。2024年5月31日、Chip!!のサービス全体が終了された[12]。
- 『CROOZリアル』[5]（クルーズ） - 2008年11月サービス開始[17]、2011年5月1日サービス終了[18]
- 『Decooリアル』（Decoo） - 2007年サービス開始[19]、2019年9月2日サービス終了[20]。